# Saison 1999 de la Ligue canadienne de football
Chronologie
Saison précédente Saison suivante
1999 est la 42e saison de la Ligue canadienne de football et la 116e saison depuis la fondation de la Canadian Rugby Football Union en 1884.

## Classements
| Clt   | Équipe                   | PJ | V  | D  | N | BP  | BC  | Pts |
| ----- | ------------------------ | -- | -- | -- | - | --- | --- | --- |
| +001, | Alouettes de Montréal    | 18 | 12 | 6  | 0 | 495 | 395 | 24  |
| +002, | Tiger-Cats de Hamilton   | 18 | 11 | 7  | 0 | 603 | 378 | 22  |
| +003, | Argonauts de Toronto     | 18 | 9  | 9  | 0 | 386 | 373 | 18  |
| +004, | Blue Bombers de Winnipeg | 18 | 6  | 12 | 0 | 362 | 601 | 12  |

| Clt   | Équipe                           | PJ | V  | D  | N | BP  | BC  | Pts |
| ----- | -------------------------------- | -- | -- | -- | - | --- | --- | --- |
| +001, | Lions de la Colombie-Britannique | 18 | 13 | 5  | 0 | 429 | 373 | 26  |
| +002, | Stampeders de Calgary            | 18 | 12 | 6  | 0 | 503 | 393 | 24  |
| +003, | Eskimos d'Edmonton               | 18 | 6  | 12 | 0 | 459 | 502 | 12  |
| +004, | Roughriders de la Saskatchewan   | 18 | 3  | 15 | 0 | 370 | 592 | 6   |

## Séries éliminatoires

### Demi-finale de la division Ouest
- 14 novembre : Eskimos d'Edmonton 17 - Stampeders de Calgary 30

### Finale de la division Ouest
- 21 novembre : Stampeders de Calgary 26 - Lions de la Colombie-Britannique 24

### Demi-finale de la division Est
- 14 novembre : Argonauts de Toronto 6 - Tiger-Cats de Hamilton 27

### Finale de la division Est
- 21 novembre : Tiger-Cats de Hamilton 27 - Alouettes de Montréal 26

### 87ecoupe Grey
- 28 novembre : Les Tiger-Cats de Hamilton gagnent 32-21 contre les Stampeders de Calgary au BC Place Stadium à Vancouver (Colombie-Britannique).

## Honneurs individuels
- Joueur par excellence : Danny McManus (QA), Tiger-Cats de Hamilton
- Joueur défensif par excellence : Calvin Tiggle (en) (SEC), Tiger-Cats de Hamilton
- Joueur de ligne offensive par excellence :  Uzooma Okeke (BL), Alouettes de Montréal
- Joueur canadien par excellence : Mike O'Shea (en) (SEC), Argonauts de Toronto
- Recrue par excellence : Paul Lacoste (en) (SEC), Lions de la Colombie-Britannique
- Joueur des unités spéciales par excellence :  Jimmy Cunningham (en) (SRB), Lions de la Colombie-Britannique